# Publius Cornelius Scipio Nasica

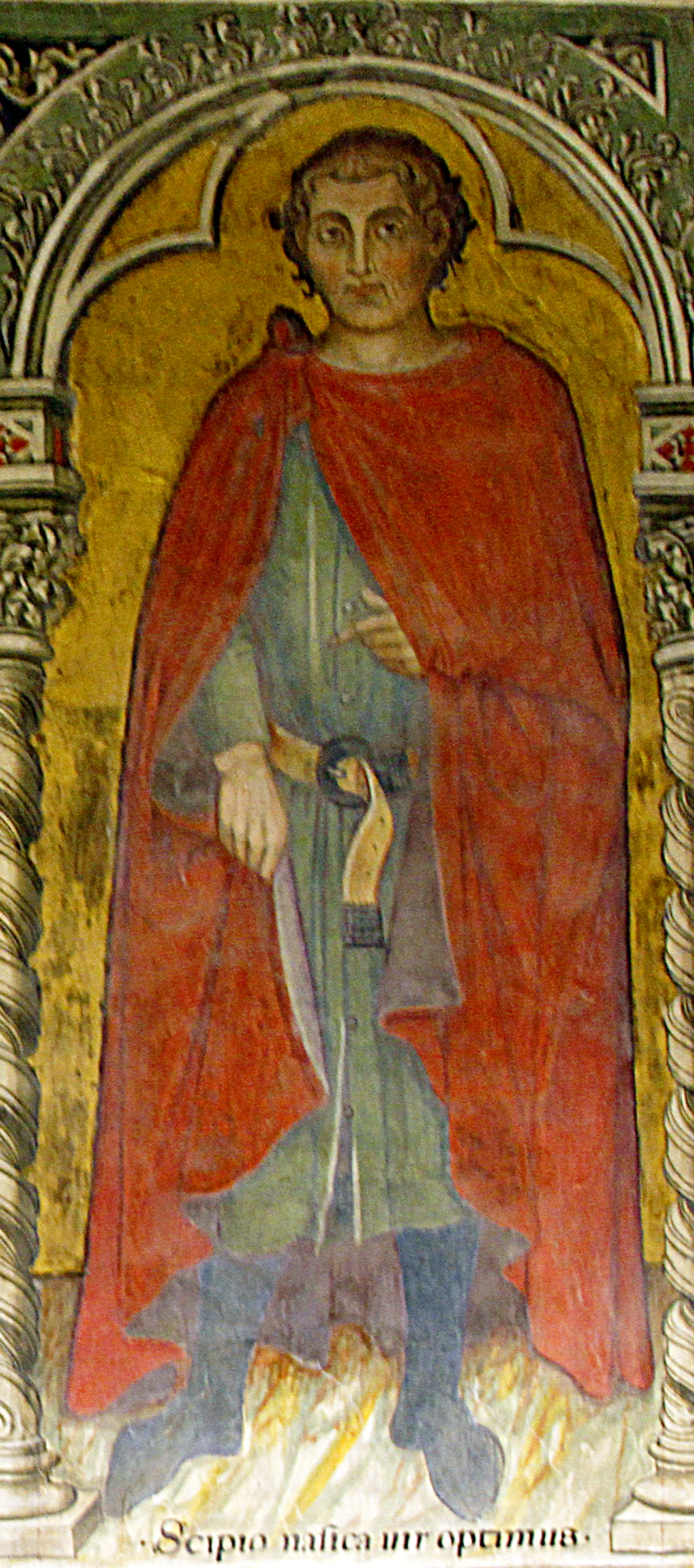
Publius Cornelius Scipio Nasica, fresco door Taddeo di Bartolo (Palazzo Pubblico).

Publius Cornelius Scipio Nasica (227 v.Chr. - na 171 v.Chr.) was een zoon van Gnaius Cornelius Scipio Calvus en consul in 191 v.Chr.
Hij introduceerde de Klein-Aziatische godin Magna Mater in Rome, in 204 v.Chr. en was aedilis curulis in 197 v.Chr.. Als praetor in Hispania Ulterior in 194 v.Chr. versloeg hij de Lusitanii bij Ilipa (waar de Romeinen de Carthagers al eens hadden verslagen), en als consul onderwierp hij de Boii.
Daarna verloor hij twee censor-verkiezingen, in 189 v.Chr. en in 184 v.Chr., hetgeen de neergang van de invloed van de Scipiones in Rome kentekent. Hij hielp bij de stichting van de stad Aquileia in 181 v.Chr. en wordt noch eenmaal genoemd een onderzoek in 171 v.Chr..
Zijn zoon was Publius Cornelius Scipio Nasica Corculum, die een nog succesvollere carrière had. 